# Tim van Rijthoven
Tim van Rijthoven (* 24. dubna 1997 Roosendaal) je nizozemský profesionální tenista. Ve své dosavadní kariéře na okruhu ATP Tour vyhrál jeden turnaj ve dvouhře, když triumfoval na Libéma Open 2022. Na challengerech ATP a okruhu ITF získal k červnu 2022 osm titulů ve dvouhře.
Na žebříčku ATP byl ve dvouhře nejvýše klasifikován v červenci 2022 na 101. místě a ve čtyřhře v květnu téhož roku na 225. místě.
Trénuje ho Paul Haarhuis.
Ve nizozemském daviscupovém týmu debutoval v roce 2015 ženevskou světovou baráží proti Švýcarsku, v níž za rozhodnutého stavu prohrál dvouhru s Henrim Laaksonenem. Švýcaři zvítězili 4:1 na zápasy. Do září 2022 v soutěži nastoupil k dvěma mezistátním utkáním s bilancí 1–1 ve dvouhře.

## Tenisová kariéra
Na okruhu ATP Tour debutoval na Winston-Salem Open 2016, kde jej v prvním kole porazil Čech Jiří Veselý.
Podruhé v hlavním soutěži startoval na nizozemském Libéma Open 2022 díky divoké kartě pořadatelů. Jeho výhra v prvním kole proti Matthewi Ebdenovi byla jeho vůbec prvním vítězstvím na mužské profesionální túře. V semifinále porazil poprvé v kariéře hráče z první světové desítky, když proti Félixu Augerovi-Aliassimemu zvládl tiebreak třetího setu. Ve finále přehrál nastávající světovou jedničku Daniila Medveděva ve dvou setech. Stal prvním nizozemským mužem od Robina Haaseho na Bet-at-home Cup Kitzbühel 2012, který získal singlový turnajový triumf, a z pozice 205. hráče hodnocení se nejníže postaveným šampionem v probíhající sezóně. Bodový zisk mu zajistil posun o 99 míst.
Debut v hlavní soutěži grandslamu zaznamenal v mužském singlu Wimbledonu 2022 po obdržení divoké karty. Na cestě do osmifinále vyřadil z pozice 104. hráče žebříčku Federica Delbonise, patnáctého nasazeného Reillyho Opelku a turnajovou dvaadvacítku Nikoloze Basilašviliho. Ve čtvrtfinále podlehl trojnásobnému obhájci a světové trojce Novaku Djokovićovi ve čtyřech setech. Srb tak ukončil jeho osmizápasovou neporazitelnost.

## Finále na okruhu ATP Tour
| Legenda                   |
| D – dvouhra; Č – čtyřhra  |
| Grand Slam (0)            |
| Turnaj mistrů (0)         |
| ATP Tour Masters 1000 (0) |
| ATP Tour 500 (0)          |
| ATP Tour 250 (1–0 D)      |

### Dvouhra: 1 (1–0)
| Stav  | č. | datum           | turnaj                       | povrch | soupeř ve finále | výsledek |
| ----- | -- | --------------- | ---------------------------- | ------ | ---------------- | -------- |
| Vítěz | 1. | 12. června 2022 | 's-Hertogenbosch, Nizozemsko | tráva  | Daniil Medveděv  | 6–4, 6–1 |

## Tituly na challengerech ATP a okruhu ITF
| Legenda                |
| ---------------------- |
| Challengery (0 D; 0 Č) |
| ITF (8 D; 0 Č)         |

### Dvouhra (8 titulů)
| Č. | datum         | turnaj                     | povrch    | poražený finalista   | výsledek           |
| -- | ------------- | -------------------------- | --------- | -------------------- | ------------------ |
| 1. | říjen 2015    | Antalya, Turecko           | tvrdý     | Ramkumar Ramanathan  | 6–3, 4–6, 6–4      |
| 2. | listopad 2015 | Heráklion, Řecko           | tvrdý     | Gonzales Austin      | 4–6, 6–3, 7–5      |
| 3. | únor 2018     | Palm Coast, Spojené státy  | antuka    | Maxime Chazal        | 6–4, 6–4           |
| 4. | červenec 2018 | Amstelveen, Nizozemsko     | antuka    | Sidane Pontjodikromo | 6–2, 6–4           |
| 5. | únor 2019     | Barnstaple, Velká Británie | tvrdý (h) | Danylo Kaleničenko   | 7–6(7–5), 3–6, 6–1 |
| 6. | duben 2019    | Andižan, Uzbekistán        | tvrdý     | Konstantin Kravčuk   | 6–3, 6–7(5–7), 6–3 |
| 7. | květen 2019   | Namangan, Uzbekistán       | tvrdý     | Roman Safiullin      | 6–7(5–7), 7–5, 6–4 |
| 8. | duben 2021    | Biel, Švýcarsko            | tvrdý (h) | Jiří Lehečka         | 6–2, 6–1           |